# 2-chloorfenol
2-chloorfenol is een organische verbinding met als brutoformule C6H5ClO. De stof komt voor als kleurloze vloeistof met een kenmerkende geur, die slecht oplosbaar is in water.
2-chloorfenol wordt gebruikt als desinfecterend middel. Handelsnamen van de stof zijn Pine-O Disinfectant en Septi-Kleen.

## Toxicologie en veiligheid
De stof ontleedt bij verhitting met vorming van giftige en corrosieve dampen, waaronder waterstofchloride en chloor. 2-chloorfenol reageert met oxiderende stoffen.
De stof is sterk irriterend voor de ogen, de huid en de luchtwegen. Inademing van de aerosol kan longoedeem veroorzaken. Ze kan effecten hebben op het centraal zenuwstelsel.